# Портрет отца Альбрехта Дюрера в возрасте 70 лет
«Портрет отца Альбрехта Дюрера в возрасте 70 лет» — картина, приписываемая Альбрехту Дюреру, по другой версии — копия с подлинника Дюрера, написанная во второй половине XVI века.

## История картины

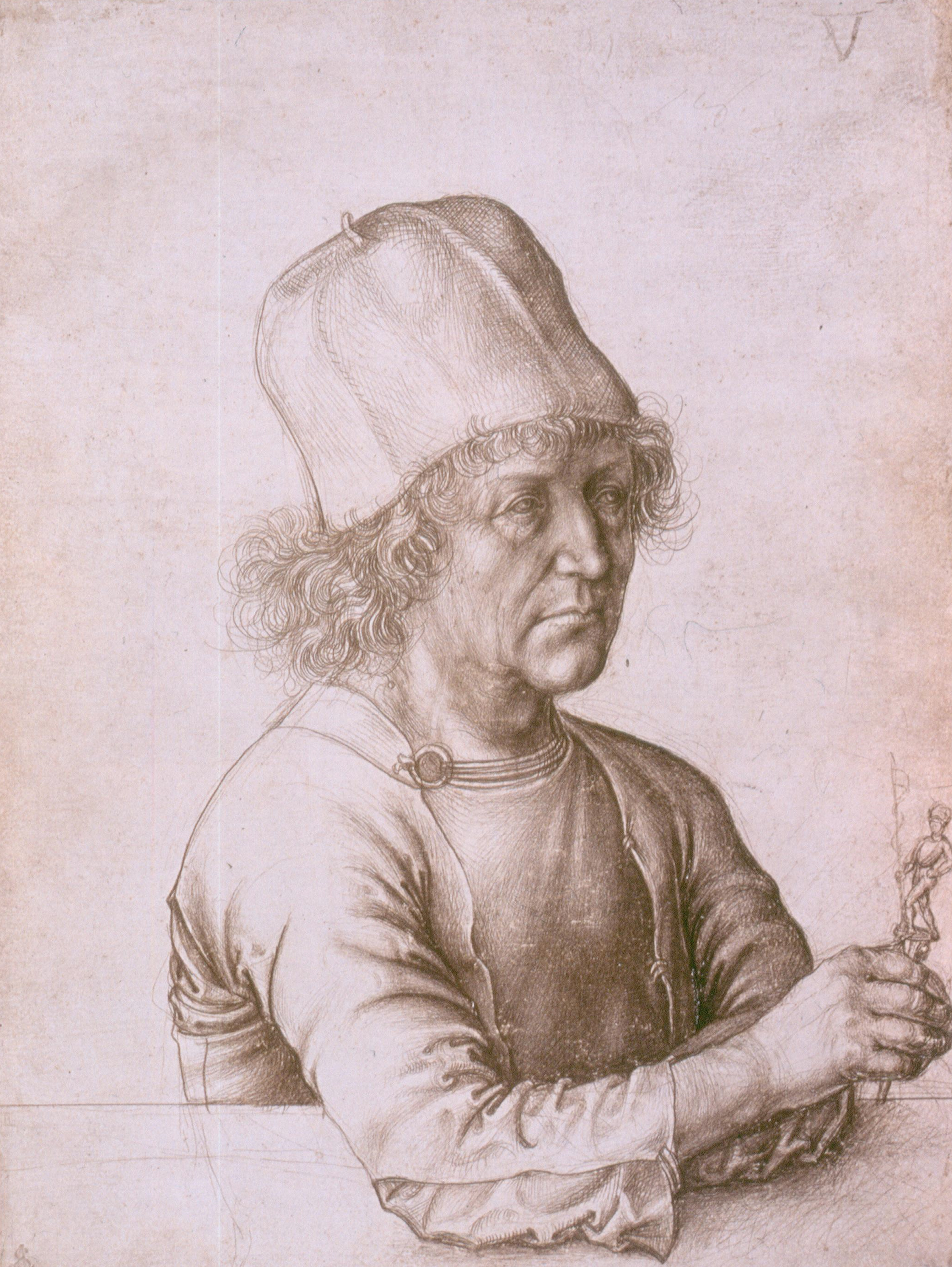
Предположительный автопортрет Альбрехта Дюрера старшего, 1486. Рисунок серебряным карандашом. Приписывается Альбрехту Дюреру Старшему. Альбертина, Вена

Считается, что портрет был парным «Автопортрету» Альбрехта Дюрера 1498 года. Обе картины одинакового размера, модели на них изображены в половину роста. Портреты были переданы Нюрнбергом в ноябре 1636 года Томасу Говарду, графу Арунделу, для английского короля Карла I, как работы самого знаменитого горожанина — Дюрера-сына. После свержения Карла I, во времена Кромвеля, королевская коллекция была разрознена, и обе картины в 1653 году оказались в распоряжении некоего Ричарда Саймонда. О том, где в дальнейшем находился портрет отца Дюрера, сведений нет. Известно, что в 1904 году он был приобретён у душеприказчика леди Ашбертон Уильяма Комптона, маркиза Нортхемптонского, Лондонской Национальной Галерей (инв. № NG1938). Автопортрет Дюрера был куплен музеем Прадо (Мадрид).
На момент приобретения портрета Национальной галереей не было достаточной информации о его происхождении. На обратной стороне доски сохранилась фрагменты бумажной этикетки, которая датирована по начертанию букв XVII веком, и была похожа на этикетку с автопортрета Дюрера 1498 года. Также было отмечено сходство изображённого мужчины с портретом Альбрехта Дюрера Старшего (1490) и предполагаемым его автопортретом (1486). В инвентарной описи коллекции Карла I (1639) одна из картин названа портретом отца художника, в чёрной шапке «по старой венгерской моде», одетого в «тёмно-жёлтое платье, в широкие рукава которого он спрятал руки», написанным «по красноватому грунту в трещинах». Без сомнения, это портрет из Национальной галереи, так как ни один из известных портретов Дюрера-отца, кроме лондонского, не имеет красноватого фона.

## Атрибуция
Портрет плохо сохранился, имеются утраты красочного слоя фона и одежды модели. Картина была расчищена в 1955 году, при этом обнаружилось особое мастерство в изображении лица, проявился розовый фон портрета, до этого покрытый «коричневатой глазурью». Некоторые специалисты считают, что этот портрет является работой Альбрехта Дюрера. Однако в Лондонской Национальной Галерее портрет экспонируется как «приписываемый Альбрехту Дюреру» (в 1959 году в каталоге немецкой живописи именно так атрибутировал его Майкл Левей). В том, что это подлинная работа знаменитого художника сомневались также Кэмпбелл Доджсон, Панофский, Фридлендер, Бухер. На авторстве Дюрера настаивали Винклер и Анцелевский.
Портрет из Национальной галереи считается её специалистами одним из самых удачных изображений отца художника. Однако техника его исполнения отлична от подлинных работ Дюрера. Ни у одной известной картины Дюрера нет такого небрежного фона и, кроме портрета Бернхарда ван Реезена, художник нигде не использовал для него розоватый тон. На лондонской картине фон, выполненный мареной, со временем выцвел, при этом стали более заметны полосы на нём. По верхнему краю доски выполнена надпись ультрамарином, — Дюрер никогда не подписывал свои работы этой краской, хотя, как и другие живописцы той эпохи, широко использовал её.
Не характерны для работ Дюрера и грубые трещины, появившиеся в толстом слое краски. Дюрер тщательно и тонко прописывал каждый слой своих картин, добиваясь гладкой поверхности. Автор же лондонского портрета, вероятно, работал быстро, выполнив фон за один раз относительно толстым слоем краски. Сравнение картины с бесспорно признанными произведениями Дюрера (прежде всего созданными на рубеже веков, такими как «Портрет Освальда Креля» и «Автопортрет» из Прадо) привело исследователей к выводу, что это скорее всего копия с утраченного оригинала. Время её исполнения — приблизительно вторая половина XVI века.
Картины, гравюры и рисунки Дюрера копировались ещё при его жизни. Некоторые копии выполнялись самим Дюрером или под его наблюдением. И после смерти Дюрера, когда его слава росла, копирование продолжалось. Видимо, к 1636 году, когда отцы города Нюрнберга подарили две картины английскому королю, уже было забыто, что один из портретов написан не Альбрехтом Дюрером.